# Palazzo Branciforte
Palazzo Branciforte è un palazzo cinquecentesco siciliano, ubicato nel centro storico di Palermo, in via Bara dell'Olivella. Dal 2012 è sede della Fondazione Sicilia.

## Storia
È stato edificato durante il XVI secolo ai margini del Castello a Mare, e fu prima residenza privata del Conte di Raccuja, poi venne acquistato agli inizi del XVII secolo da Giuseppe Branciforte, principe di Pietraperzia. Era una delle dimore patrizie più sontuose della città.
Il Palazzo ha subito diversi rimaneggiamenti negli ultimi due secoli. Interventi che non sempre ne hanno rispettato il nucleo e l'assetto originario. I primi lavori avvennero dal 1801 quando il palazzo era sede del Monte di Santa Rosalia (acquistato a fine XVIII secolo – i Branciforte si erano trasferiti in un altro palazzo, alla Marina). Vennero demoliti i balconi dei due fronti dell'edificio e le finestre chiuse da grate in ferro.

Cambiamenti più importanti avvennero nel 1848 dopo i danni arrecati da un incendio causato dal cannoneggiamento durante la rivoluzione siciliana antiborbonica del 17 gennaio. Molte delle volte crollarono e parecchi arredi e oggetti finirono in cenere. L'esecuzione dei lavori di sistemazione portò allo stravolgimento di alcuni elementi, la scomparsa di colonne in marmo perché chiuse dentro nuovi muri, il mancato ripristino delle solette fra primo e secondo piano con la conseguente creazione di ambienti inediti, a doppia altezza e altro ancora.

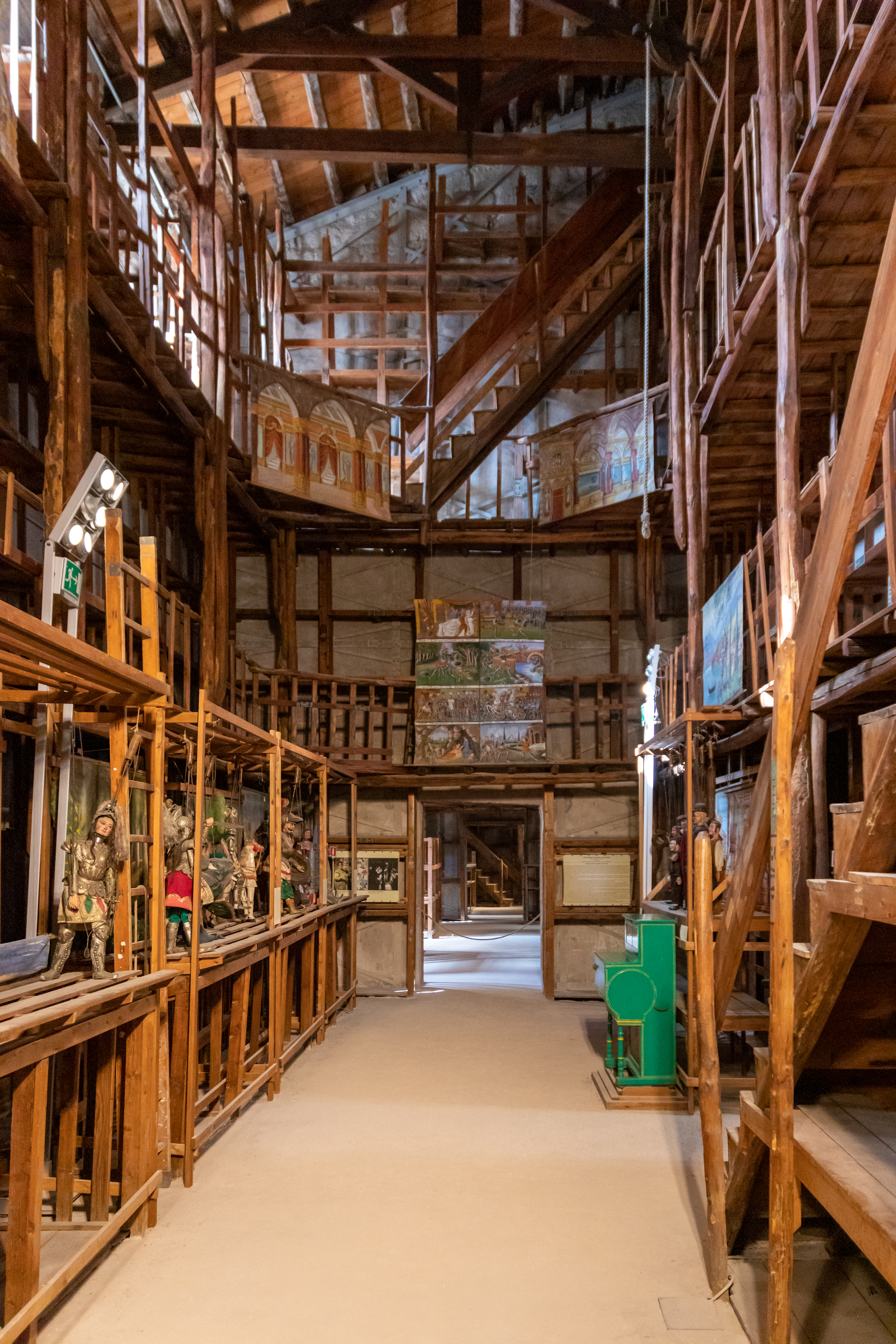
Locale del Monte di Pietà

Il Monte Santa Rosolia fu poi acquisito dalla Cassa di Risparmio Vittorio Emanuele per le province siciliane.

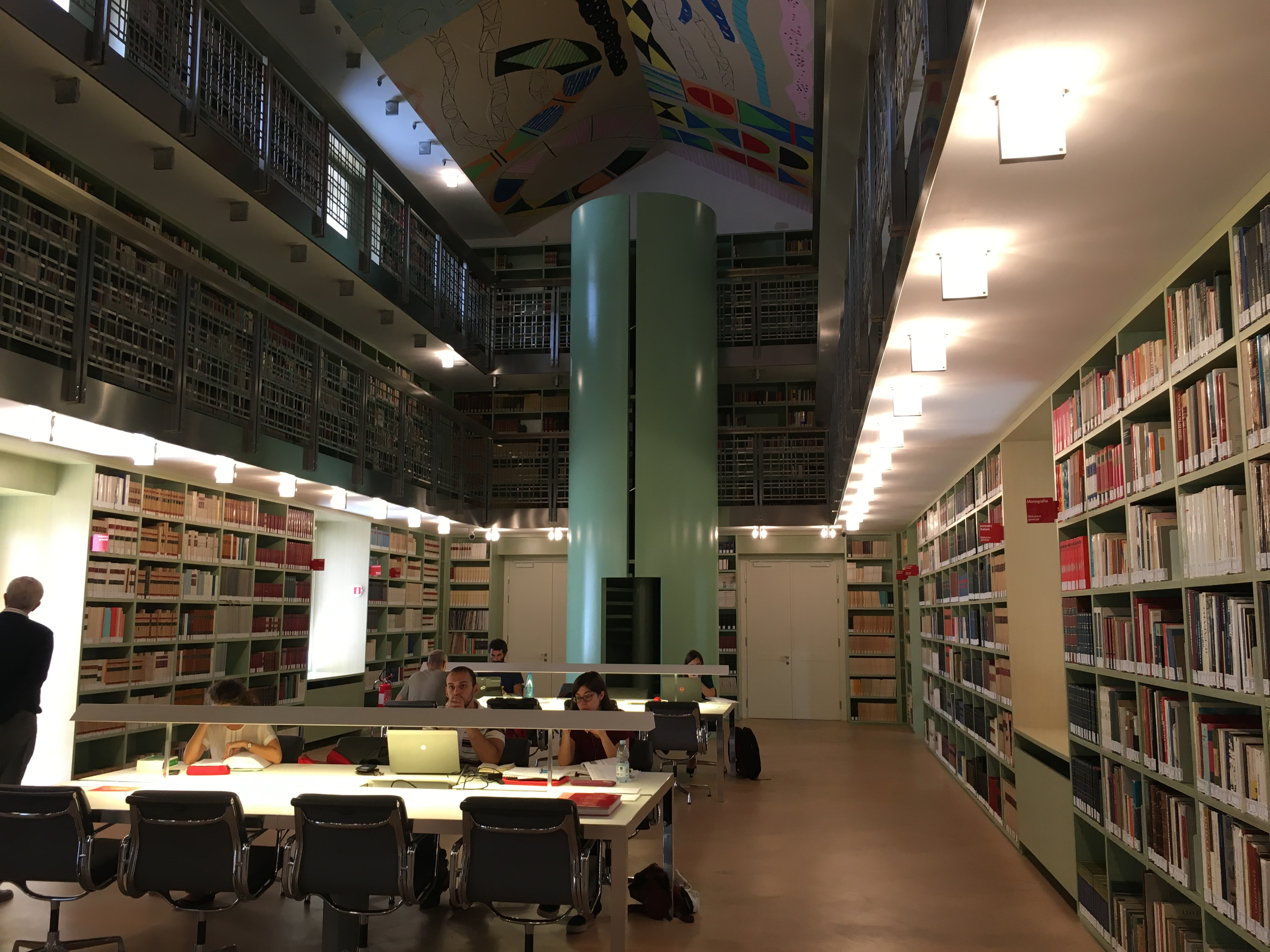
Biblioteca realizzata da Gae Aulenti

Altri danni vennero nel 1943 con il bombardamento americano che danneggiò il patrimonio artistico e architettonico di Palermo. L'edificio Branciforte ne uscì con il crollo del loggiato superiore meridionale nel cortile interno (mai ripristinato), ma ancora in piedi.

Gli ultimi stravolgimenti dell'assetto vennero nel dopoguerra, con la trasformazione a uffici della Sicilcassa che nel 1991 lo destinò a sede della sua fondazione, la Fondazione Lauro Chiazzese. Con l'acquisizione della Cassa divenne di proprietà del Banco di Sicilia dal 1997, per essere acquisito il 30 dicembre del 2005 dalla Fondazione Banco di Sicilia (oggi Fondazione Sicilia) che aveva incorporato nel 2004 la Fondazione Chiazzese.

## Il Palazzo dopo i restauri

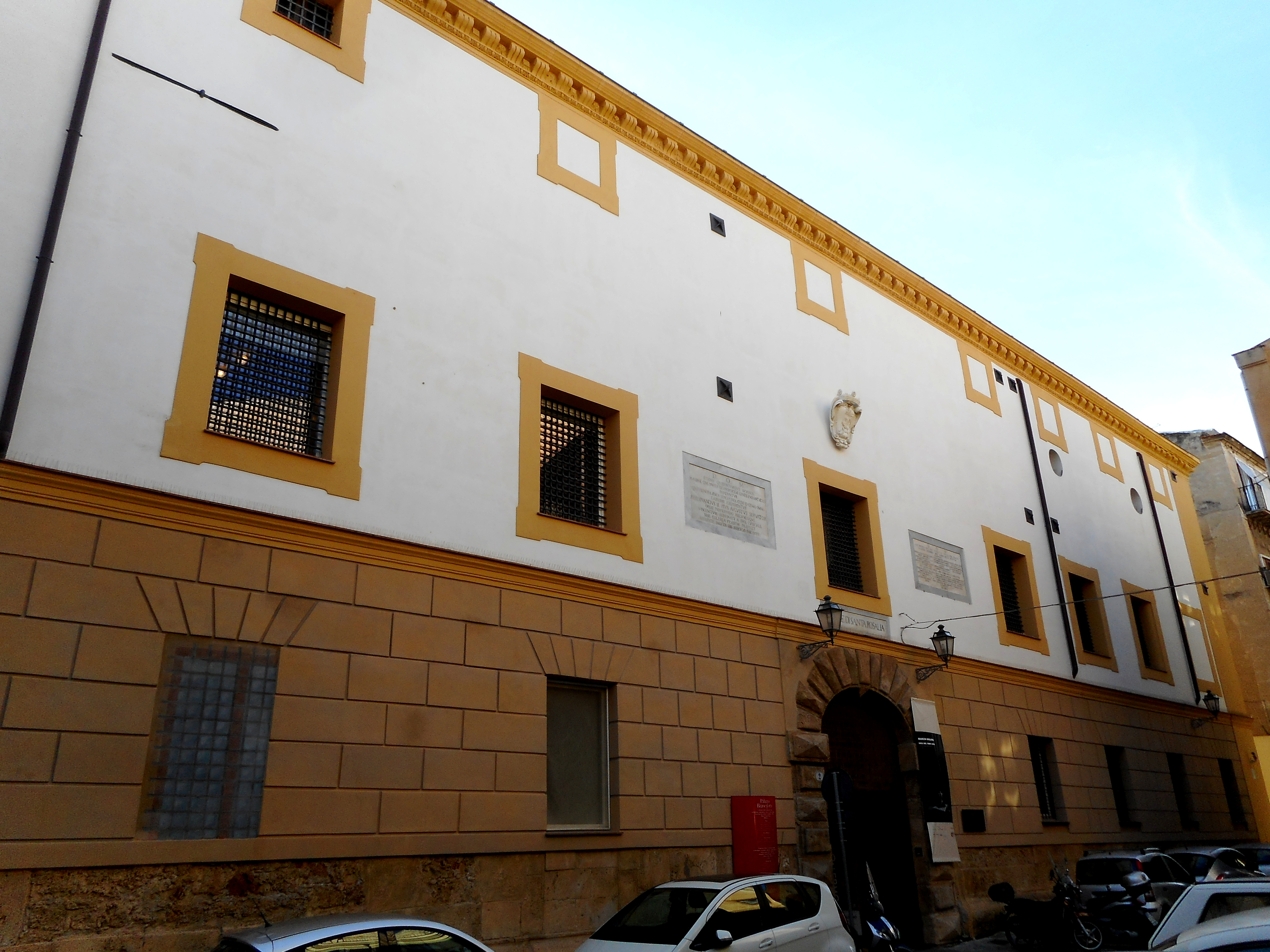
Facciata di Palazzo Branciforte

A seguito di un'opera di ristrutturazione, avviata nel 2008 da Gae Aulenti, l'edificio è stato riaperto al pubblico il 23 maggio 2012.
L'opera di restauro ha portato a ripristinare la strada interna che collegava i due ingressi, la scuderia e i giardini: ambienti che erano stati danneggiati da diversi bombardamenti.
Tra le parti di maggior pregio dell'edificio, spicca la struttura lignea che ospitava il banco dei pegni di Santa Rosalia, composta da scaffalature alte sino al soffitto.
L'intera opera di restauro è costata diciotto milioni di Euro.
L'inaugurazione è avvenuta in presenza del Capo dello Stato Giorgio Napolitano che ha anche visitato la mostra fotografica, ospitata all'interno dell'edificio, su Giovanni Falcone e Paolo Borsellino in occasione dell'anniversario dei vent'anni dalla loro scomparsa.

### Lo spazio museale
All'interno del Palazzo, nella cosiddetta "Cavallerizza", al pianterreno è ospitata la collezione archeologica della Fondazione Sicilia, fino ad allora al Museo Mormino di Villa Zito, con 4 751 pezzi unici, molti dei quali esposti per la prima volta. È diviso in tre nuclei: I reperti, i materiali, gli acquisti
Su disegno di Gae Aulenti è anche l'auditorium (Sala dei 99), con tecnologie all'avanguardia. 
Al primo piano dell'edificio la grande biblioteca della Fondazione Sicilia, che contiene oltre 50.000 volumi e le sale che ospitano le collezioni numismatica (sei secoli delle zecche di Sicilia) e filatelica. Vi sono inoltre sculture di importanti artisti dell'800 e del '900 come per esempio Giacomo Manzù, Lucio Fontana, Emilio Greco e Igor Mitoraj. La sala è sovrastata da un grande affresco di Ignazio Moncada
Nel 2015 è stata acquisita anche la Collezione Giacomo Cuticchio e Pina Patti Cuticchio dell'Associazione Figli d'Arte Cuticchio (fondata dal figlio Mimmo Cuticchio), che ha trovato sistemazione nell'affascinante spazio del Monte di Pietà con le sue strutture e scaffalature lignee.

### Accoglienza
Sempre al piano terra si trova la scuola di cucina del Gambero Rosso e il ristorante "Branciforte", specializzato in piatti della tradizione mediterranea.

## Galleria d'immagini

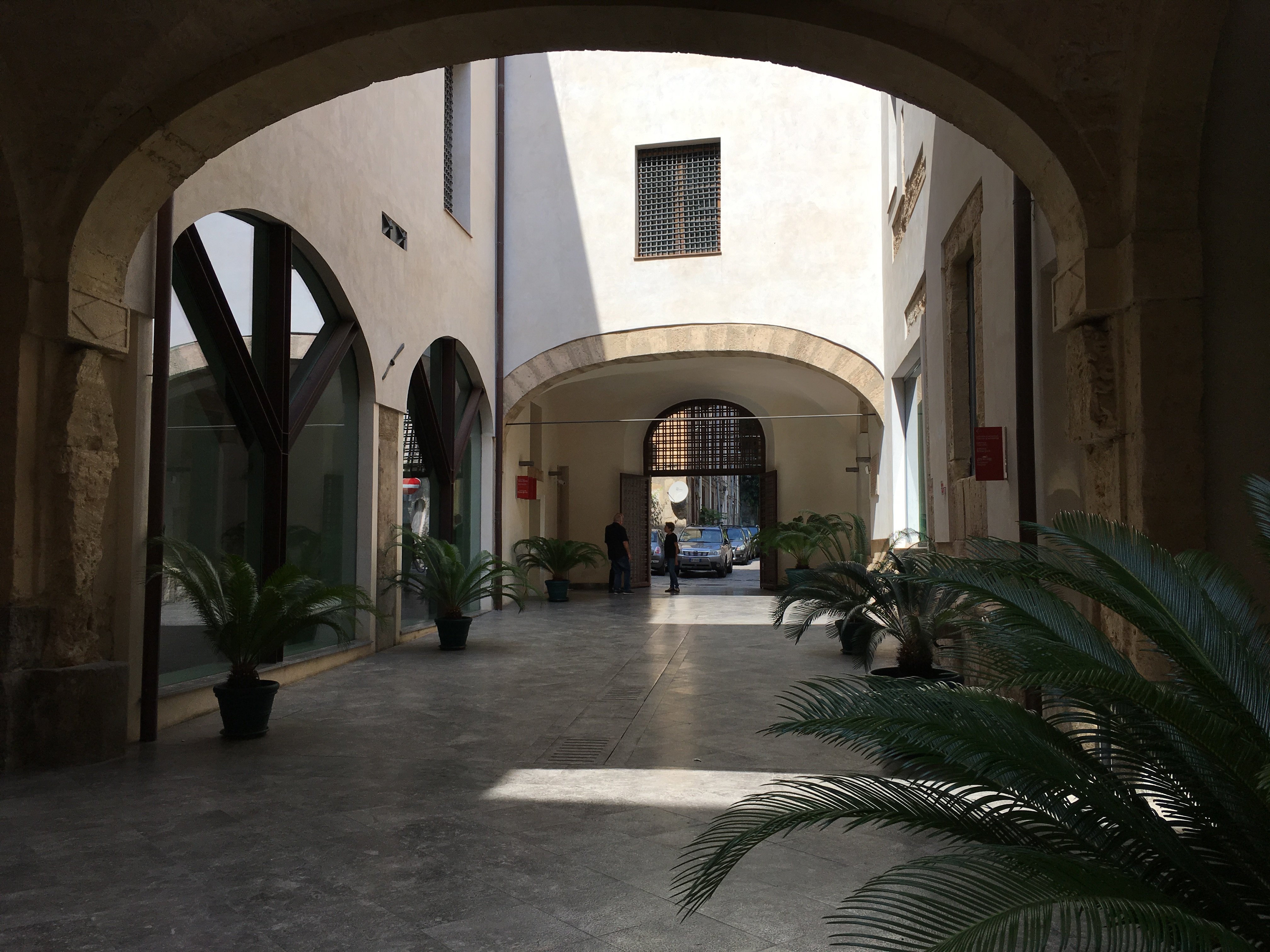
Atrio
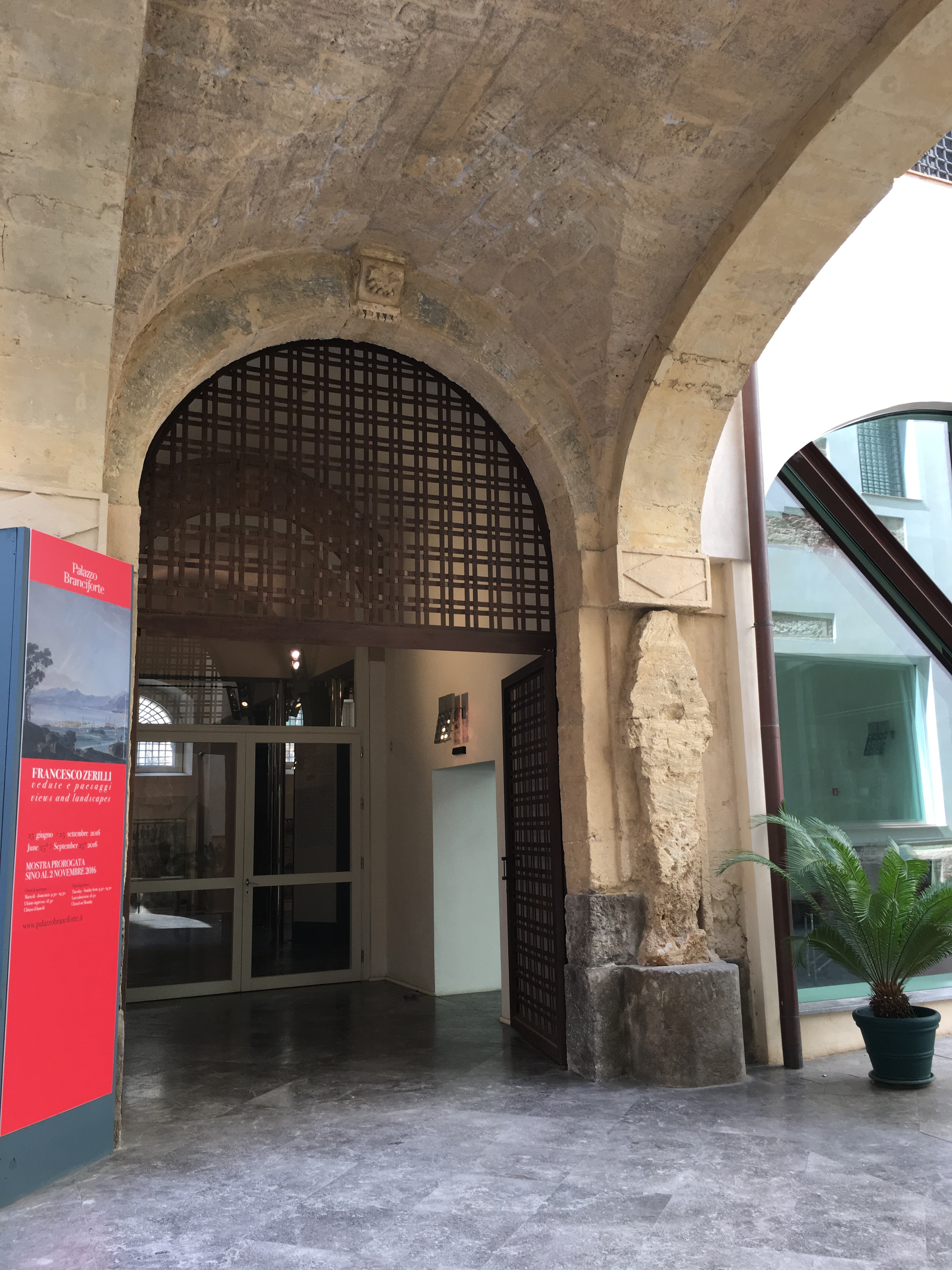
Ingresso alla biglietteria
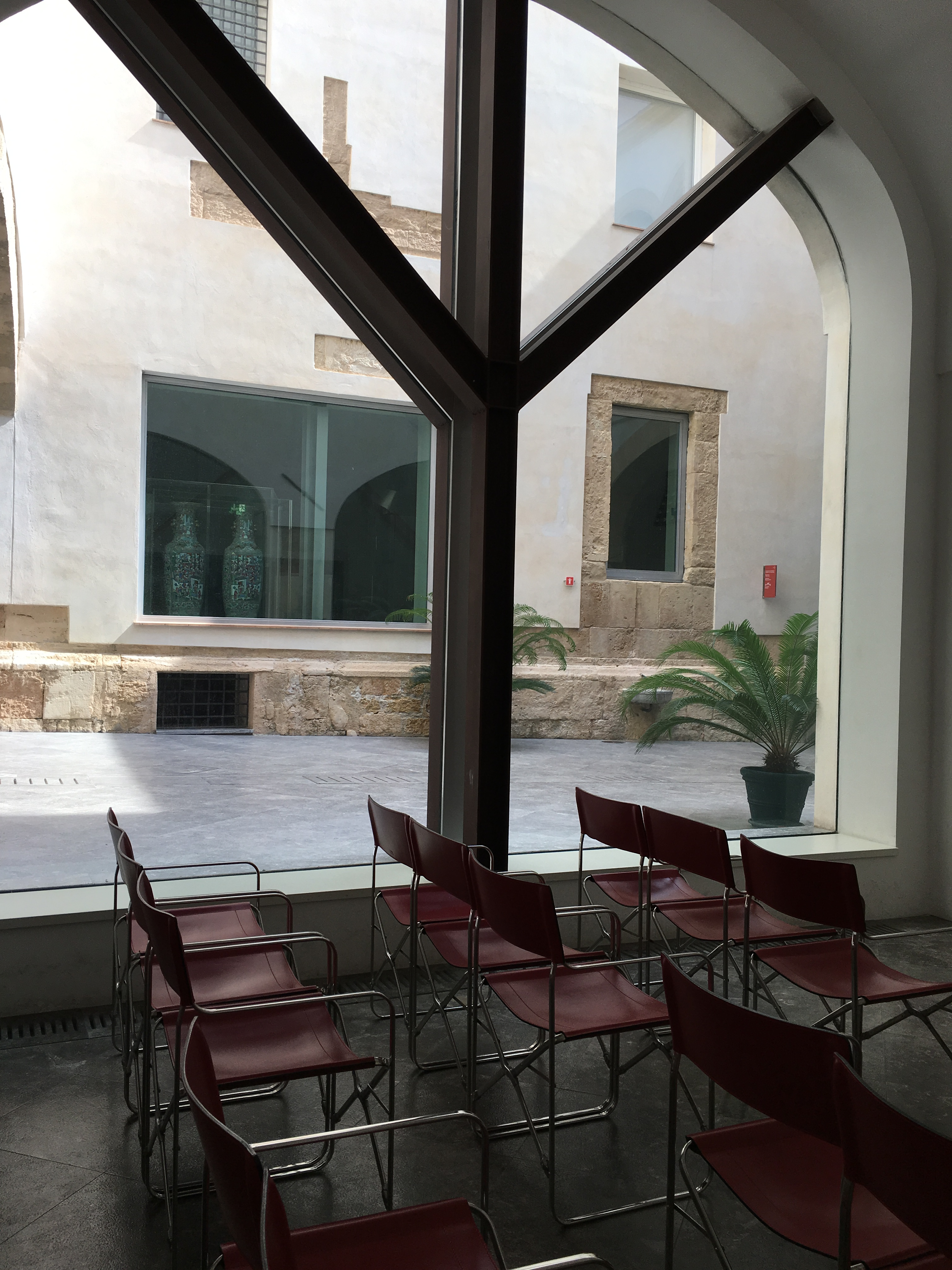
Saletta video
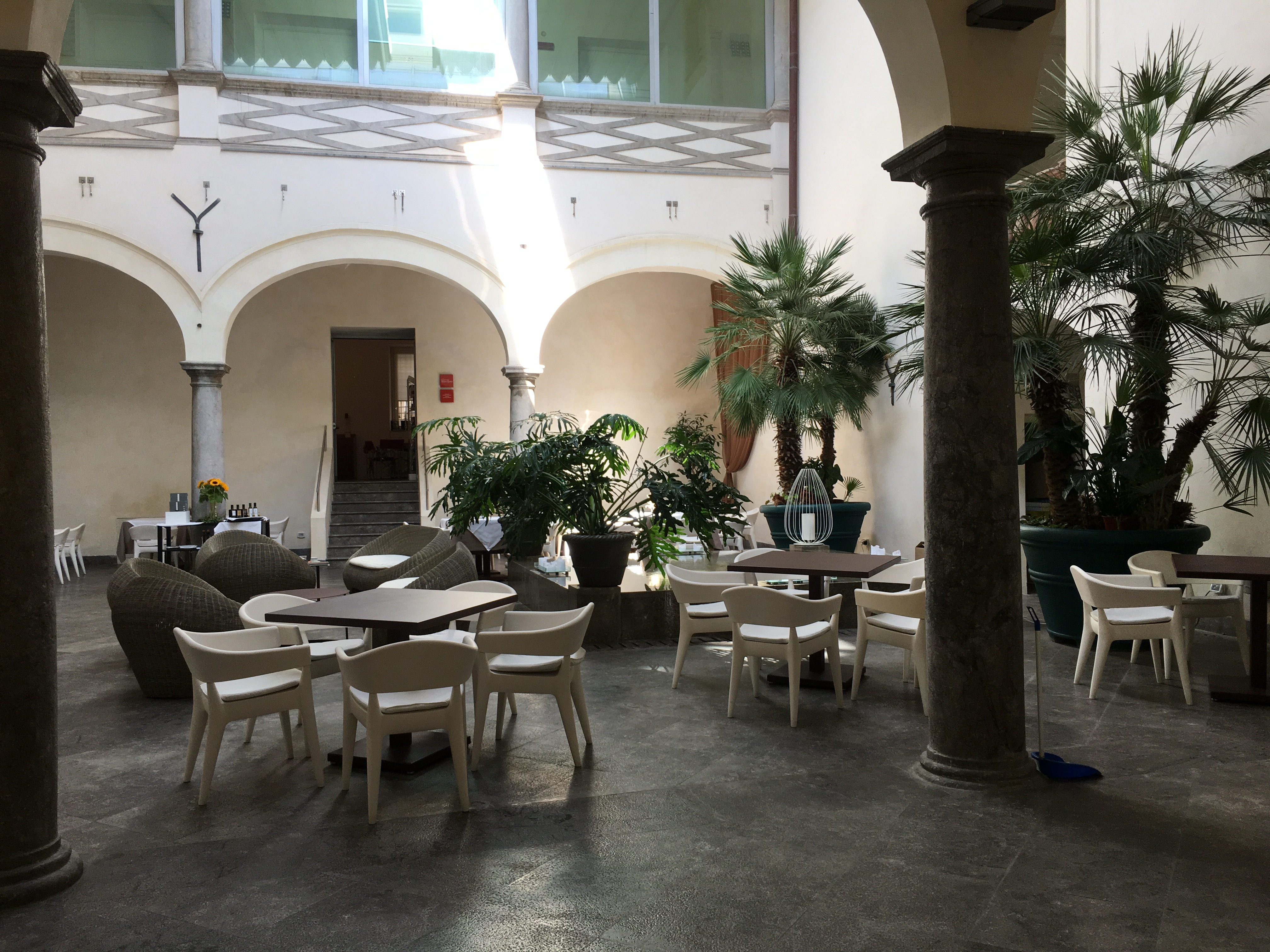
Ristorante del Gambero Rosso
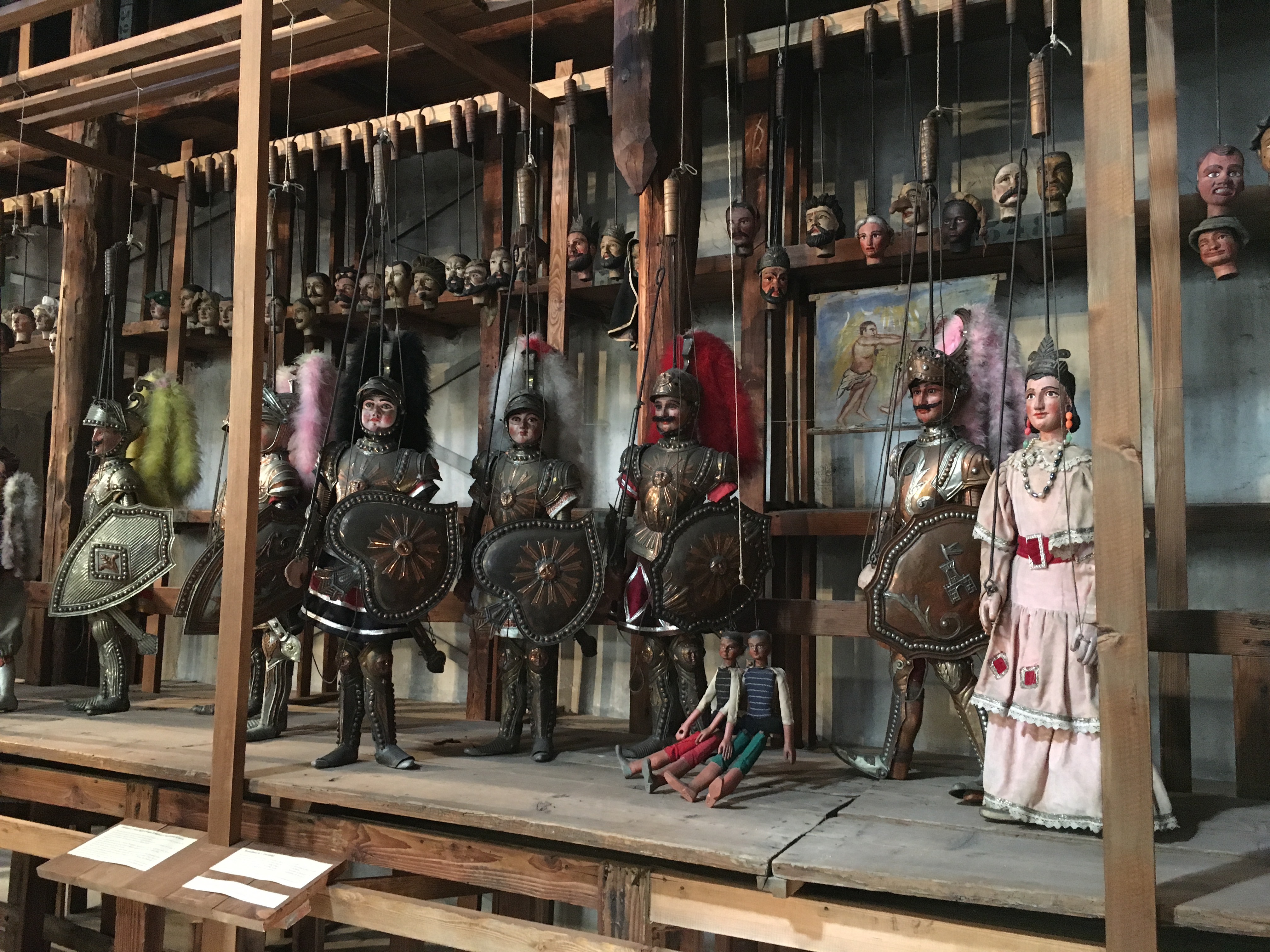
Collezione di pupi siciliani nei magazzini del monte di pietà
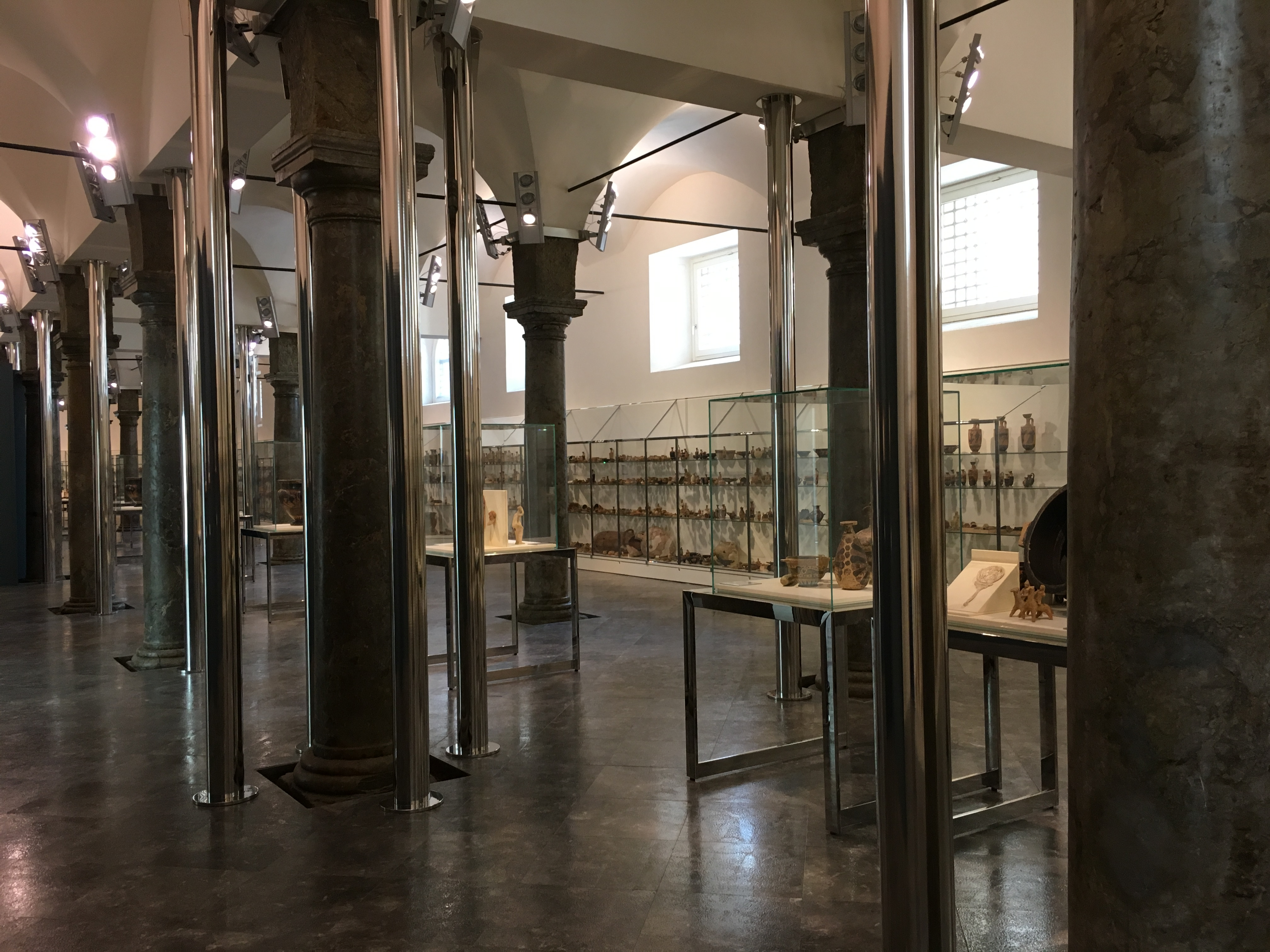
Sezione archeologica nella cavallerizza
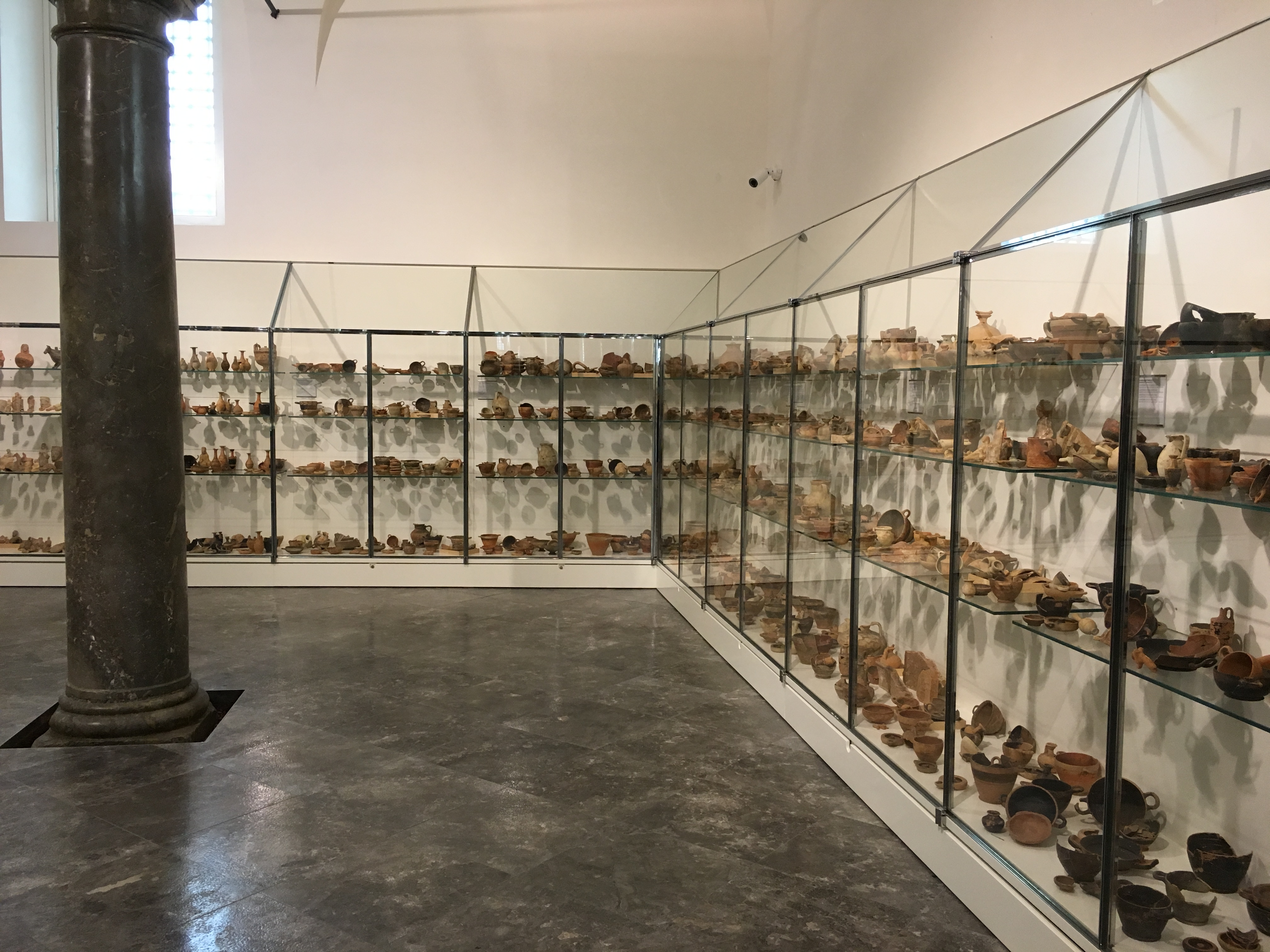
Collezione archeologica
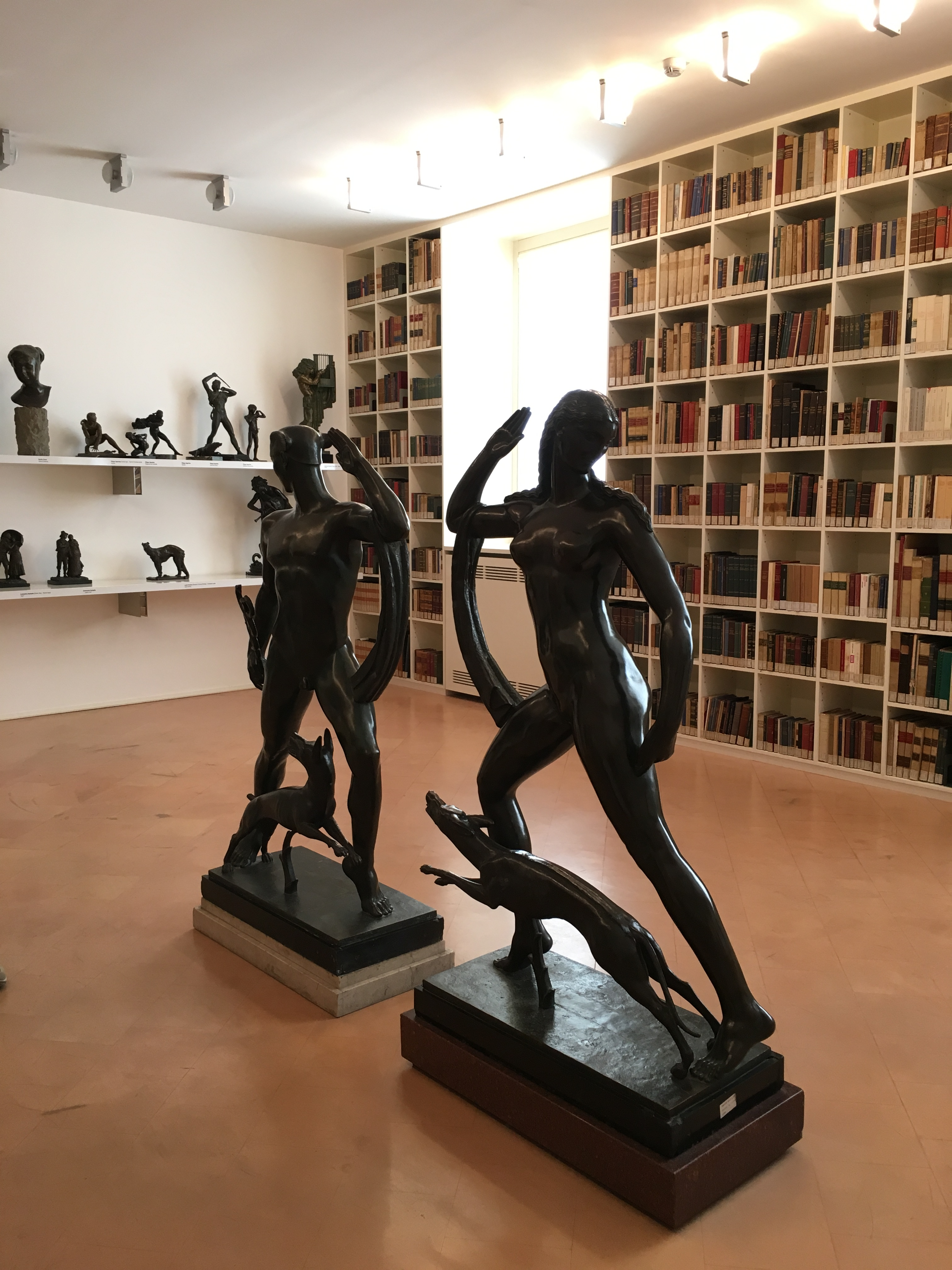
Sala della collezione scultorea
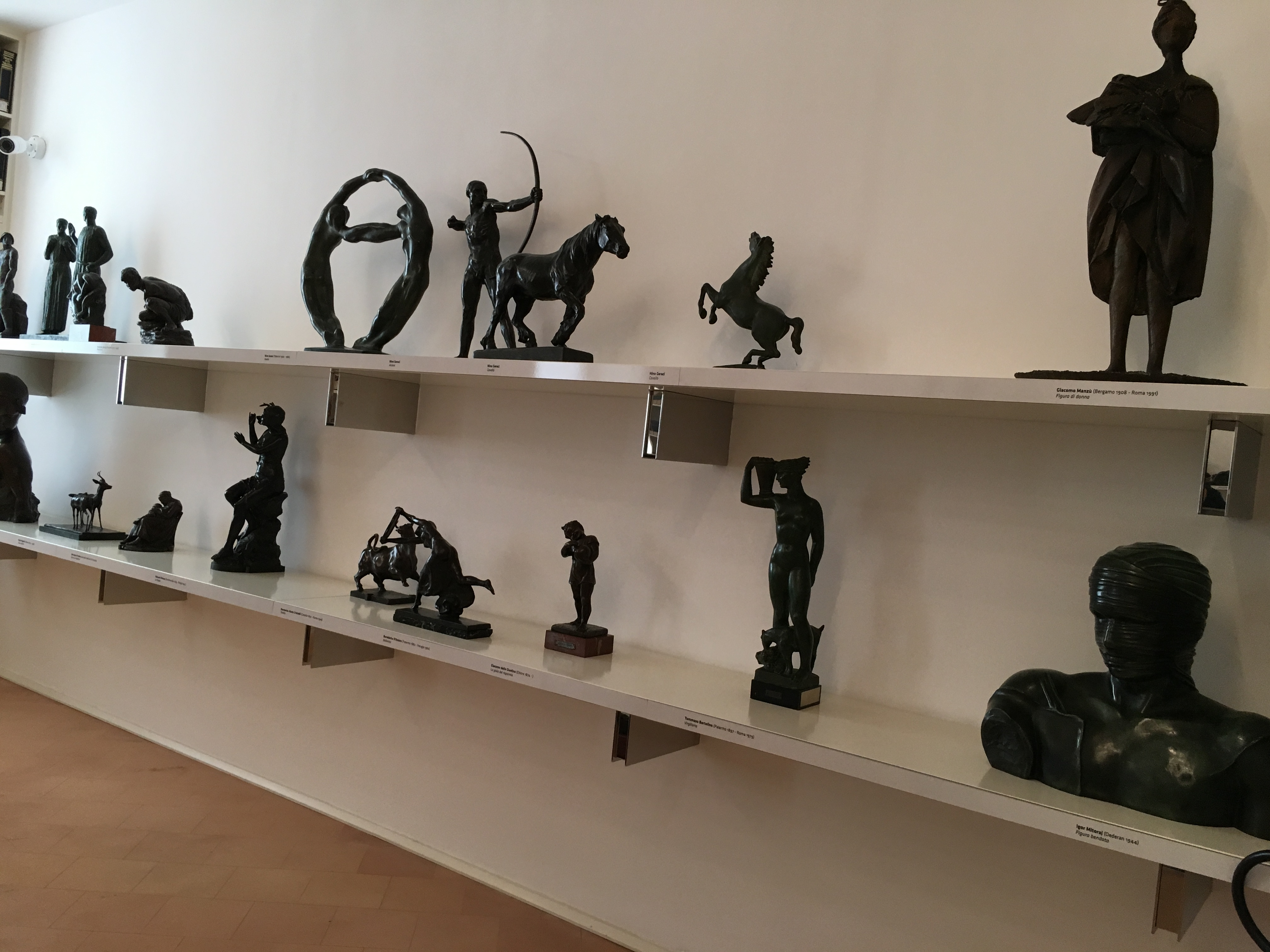
Collezione scultorea
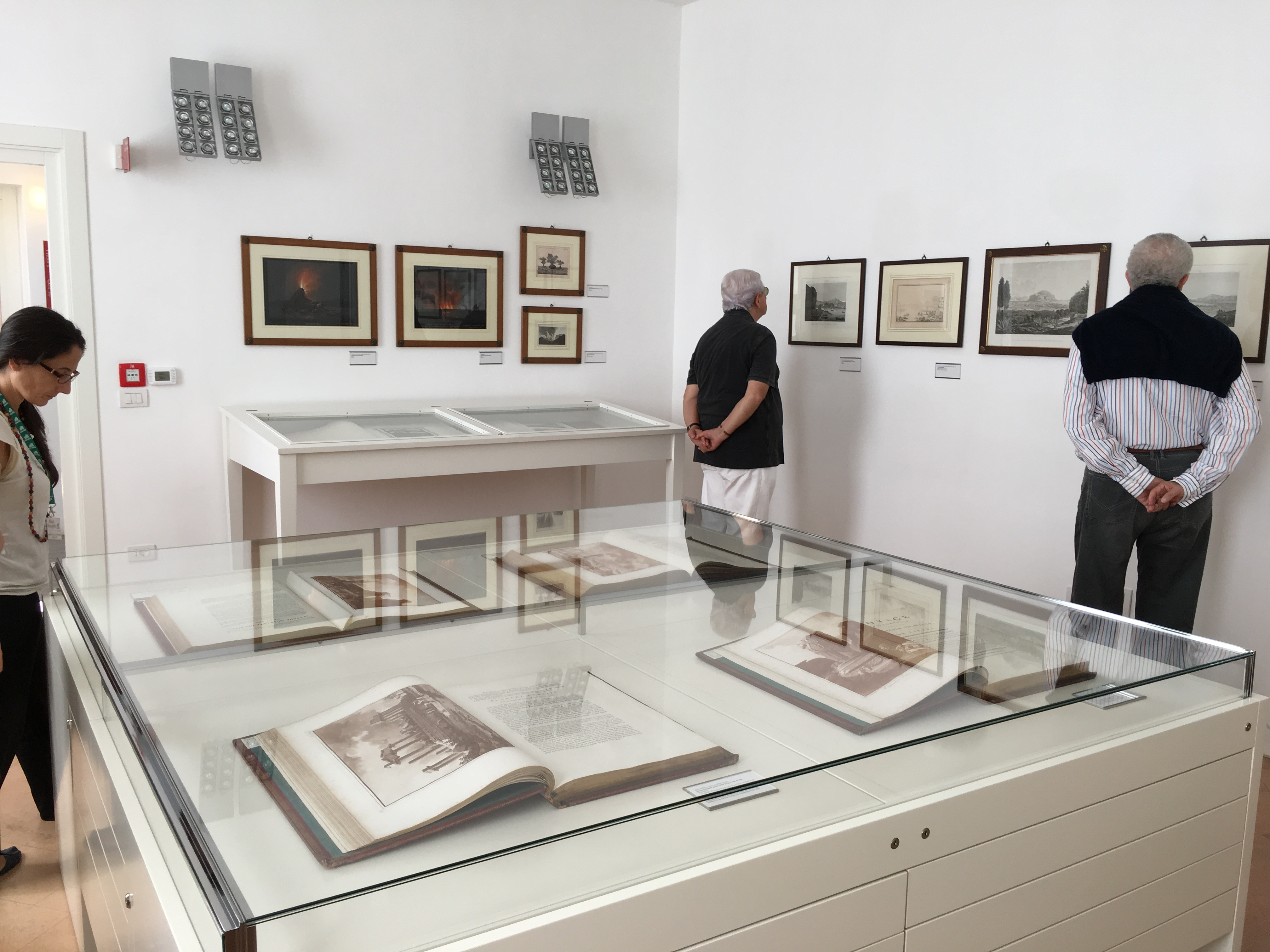
Sala delle stampe
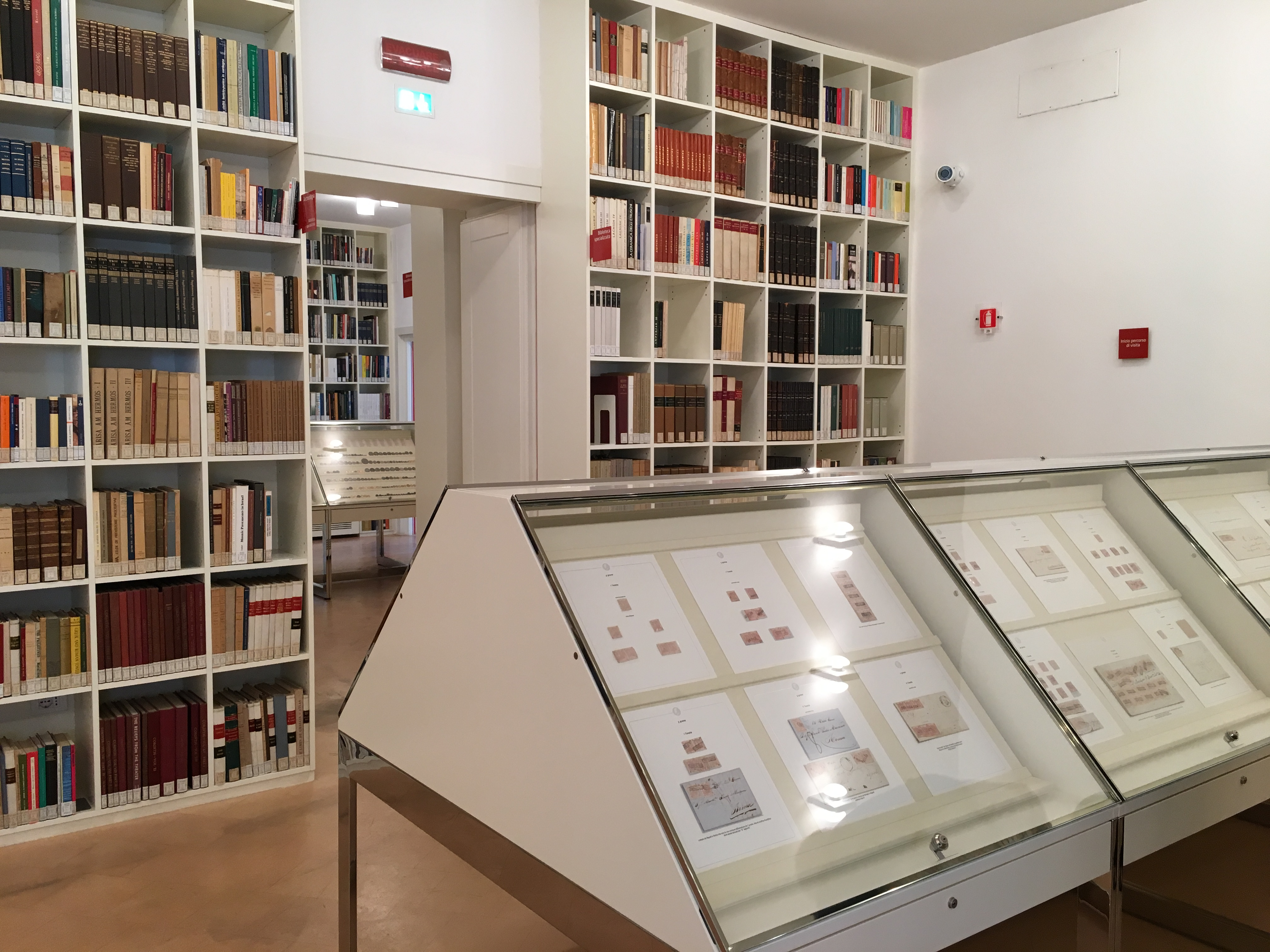
Collezione filatelica
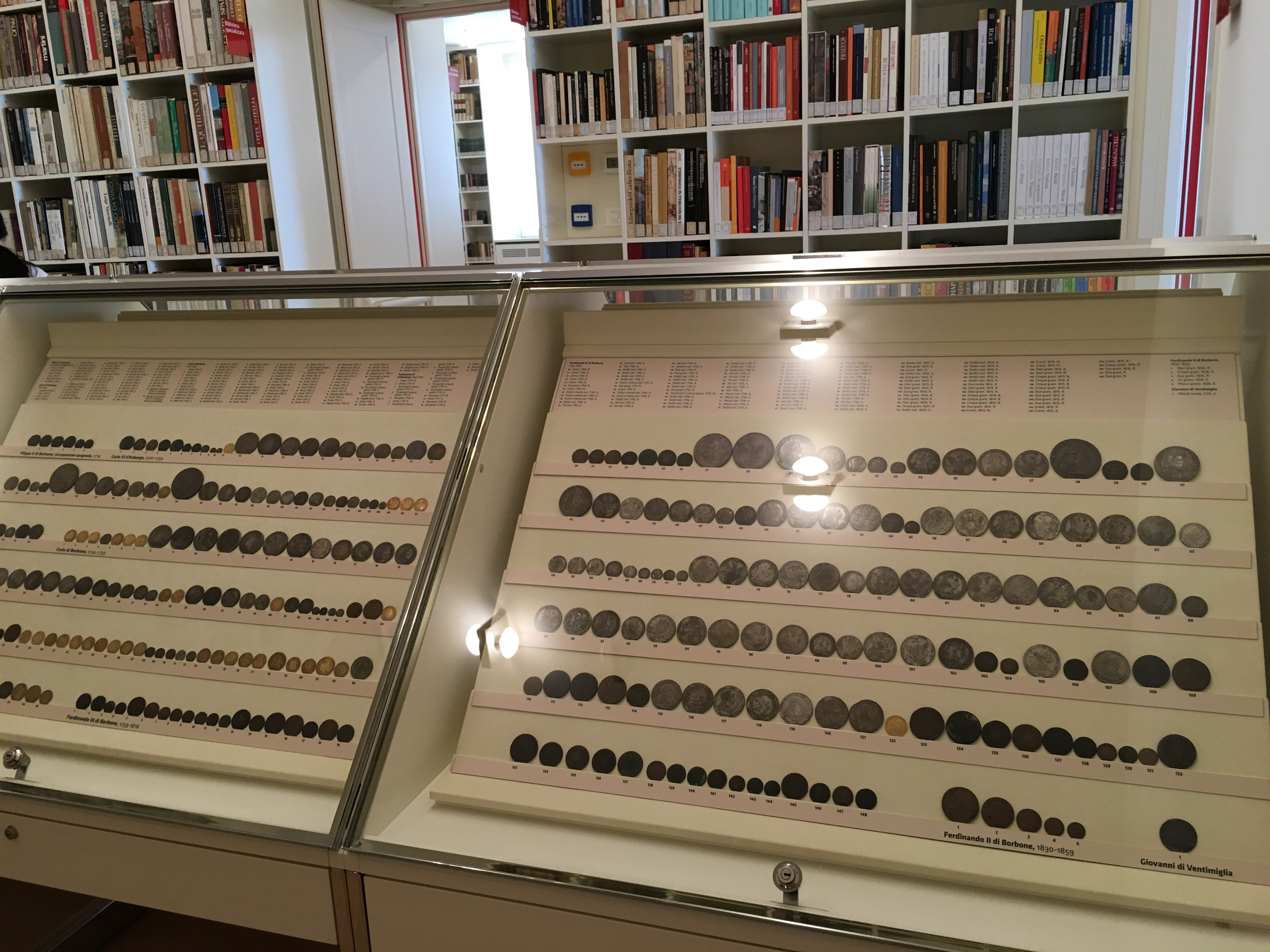
Collezione numismatica